# Exhibición de las tres revoluciones
La Exposición de las Tres Revoluciones (en coreano: 3대혁명전시관) es un museo situado en Corea del Norte. En él se exponen principalmente las tres revoluciones de Kim Il Sung: ideológica, técnica y cultural. Sus terrenos muestran los logros de la educación ideológica Juche, el desarrollo industrial y la mejora de la agricultura.

## Historia
La Exhibición de las Tres Revoluciones en Corea del Norte tiene su origen en la década de 1970, bajo el liderazgo de Kim Il-sung, el fundador del régimen norcoreano. La exposición fue concebida como una herramienta para consolidar la ideología y el poder del gobierno, al mismo tiempo que promovía los logros de su sistema político. A lo largo de los años, esta exhibición ha sido un importante medio de propaganda para destacar lo que el régimen considera como sus mayores éxitos.
A través de la Exhibición de las Tres Revoluciones, Corea del Norte buscaba demostrar al pueblo norcoreano y al mundo que el país había alcanzado una autosuficiencia completa en tres áreas clave: ideología, ejército y economía. La exhibición refleja la obsesión del régimen con la autarquía y el culto a la personalidad de Kim Il-sung, quien es presentado como el líder supremo que ha guiado al país hacia su “victoria” en estas tres dimensiones.
A lo largo de los años, la exposición ha estado marcada por una serie de transformaciones, adaptándose a las necesidades de propaganda del régimen, con el propósito de reafirmar la lealtad del pueblo hacia el liderazgo y su ideología. En la actualidad, sigue siendo una de las principales formas de exaltar el éxito del país en la implementación del Juche, la ideología oficial del estado, y sigue siendo parte esencial de las celebraciones de los eventos más significativos en Corea del Norte, como los aniversarios del nacimiento de Kim Il-sung y otras fechas patrióticas.

## Distribución
El edificio central tiene forma de planeta esférico con anillos, similar al planeta Saturno. La cúpula alberga también un planetario. En el complejo hay seis exposiciones que detallan los avances de Corea del Norte en electrónica, industria pesada, agricultura, lucha de clases y tecnología. También hay una muestra al aire libre de vehículos producidos en Corea del Norte

## Imágenes

Imágenes de la exposición:
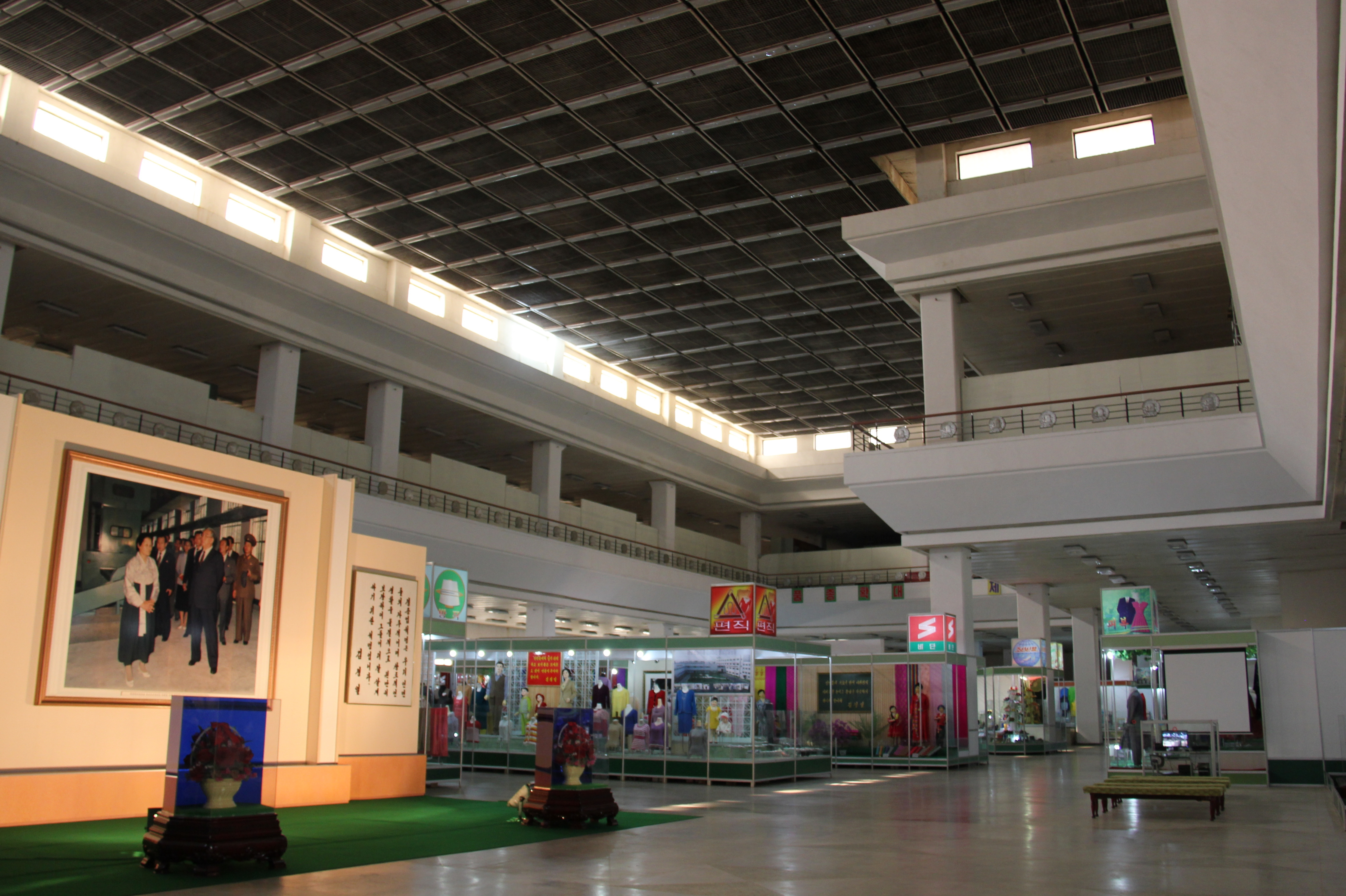
Sala de exposiciones de bienes de consumo
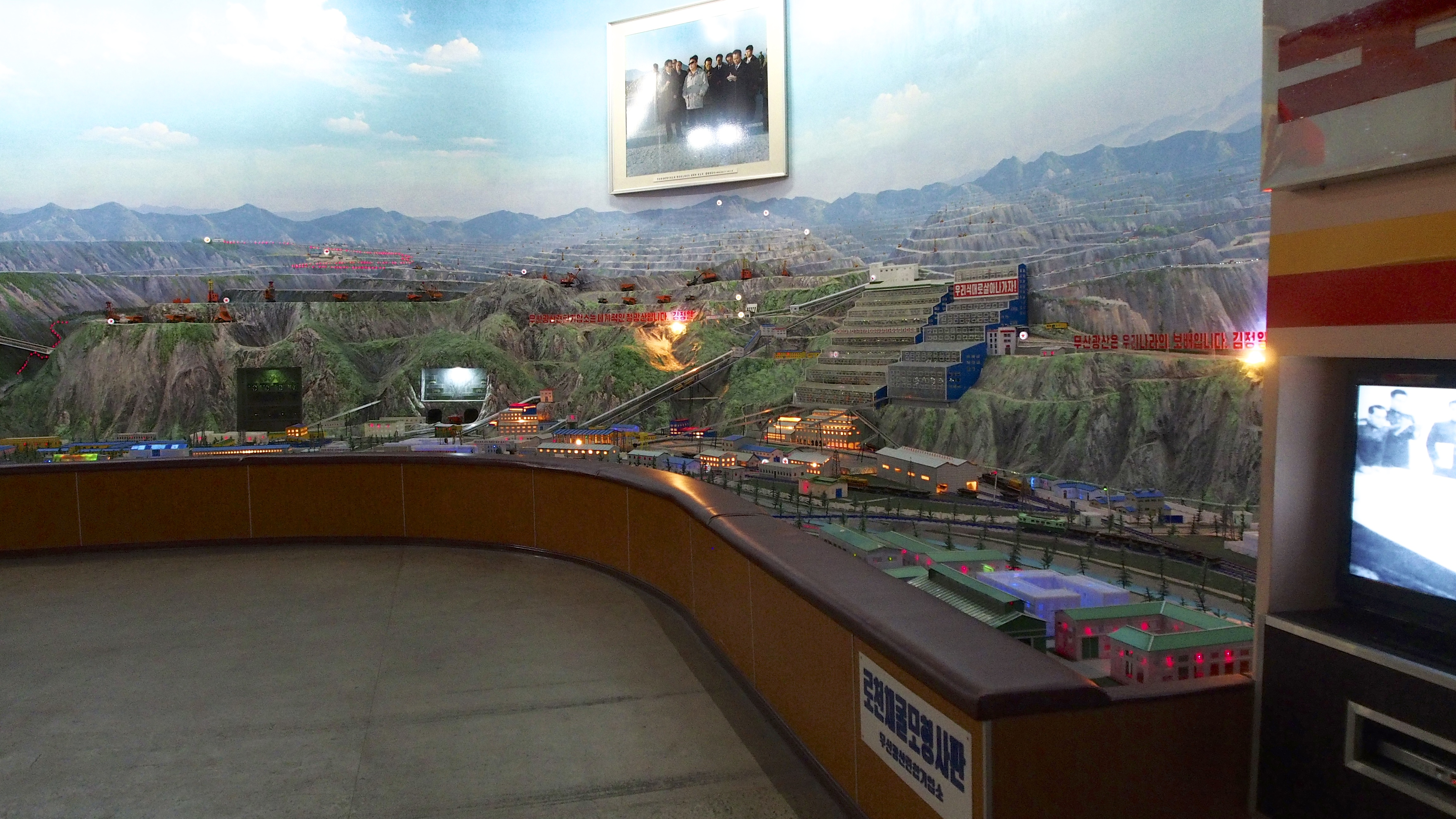
Miniatura de una mina
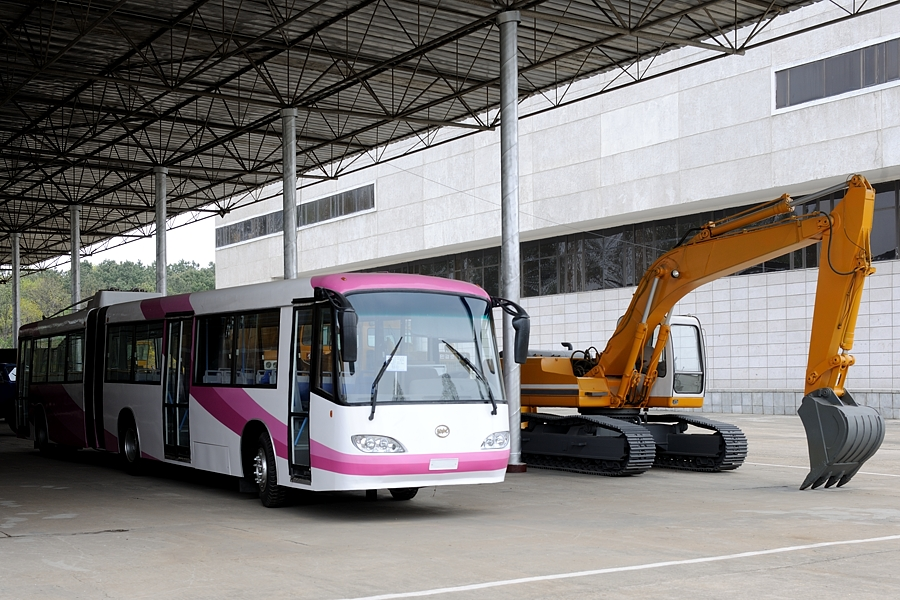
Ch'ŏllima-091 (sin número) en la exposición.